# Buchenavia suaveolens
Buchenavia suaveolens är en tvåhjärtbladig växtart som beskrevs av August Wilhelm Eichler. Buchenavia suaveolens ingår i släktet Buchenavia och familjen Combretaceae. Inga underarter finns listade i Catalogue of Life.